# Антисегнетоелектрики
Антисегнетоеле́ктрики або антифероелектрики — речовини, в яких полярна фаза (див. сегнетоелектрики) виникає лише в тому випадку, коли прикладене до них електричне поле перевищує певне значення.

## Фізична природа
Температура переходу речовини до сегнетоелектричного стану називається температурою Нееля за аналогією із антиферомагнетиками.
Фізична природа антисегнетоелектричного ефекту схожа на фізичну природу сегнетоелектризму, за винятком того, що в антисегнетолектриках існують дві поляризовані підґратки, дипольні моменти яких направлені у різні сторони. Як наслідок в малих полях речовина за своїми поляризаційними властивостями схожа на звичайний діелектрик. Проте сильні електричні поля можуть переполяризувати ту із підґраток, яка орієнтована проти поля, тож обидві підґратки стають поляризованими однаково, й речовина має властивості сегнетоелектрика.

## Приклади
Антисегнетоелектриками є деякі смектичні рідкі кристали.

### Застосування
Здатність кристалічної ґратки сегнетоелектриків перебудовуватися в електричному полі робить їх перспективними матеріалами для елементів довготривалої пам'яті.